# Macrantropie

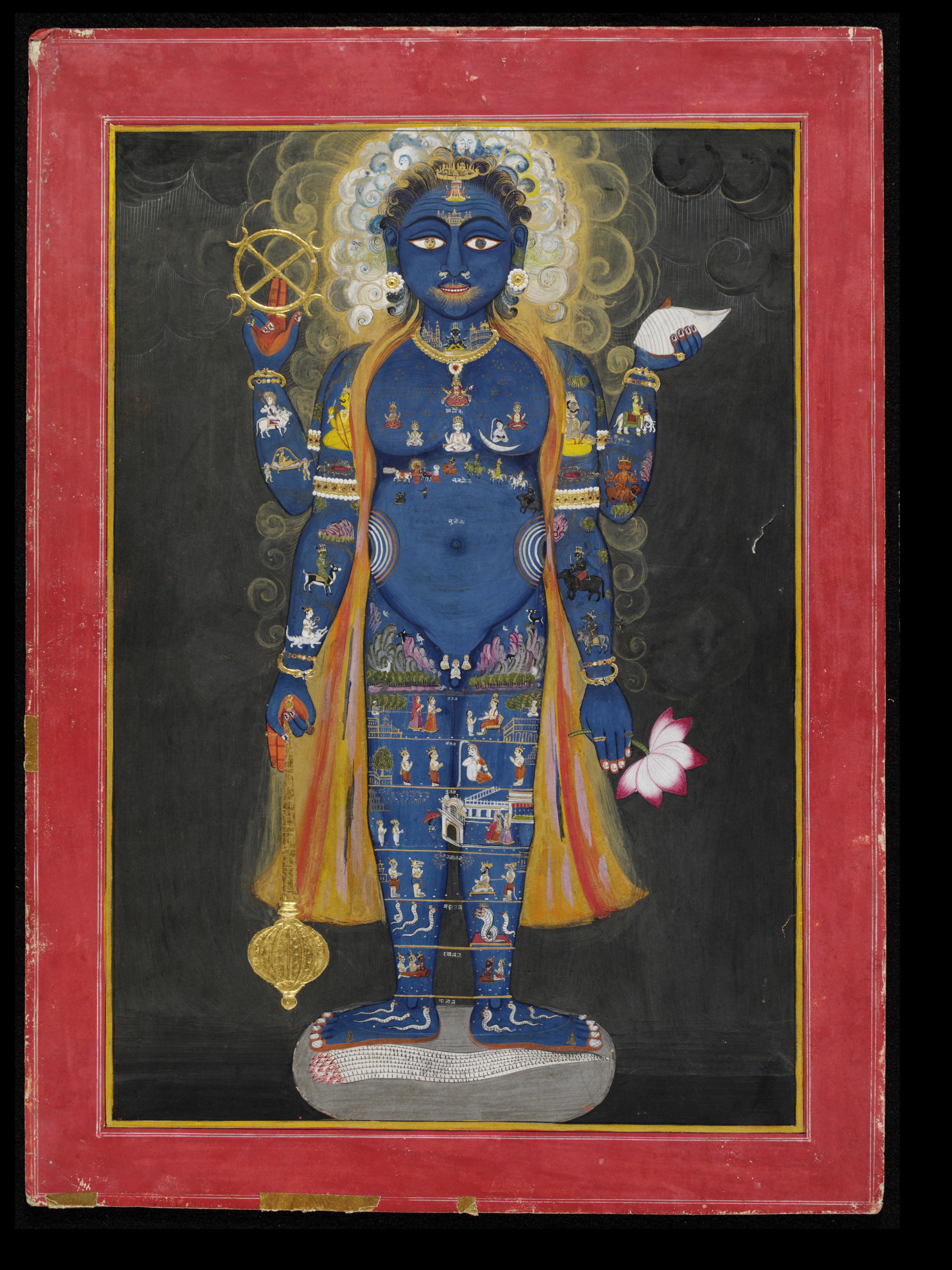
Zeul hindus suprem Vișnu reprezentat ca Omul Cosmic, cu întreg universul hindus pe corpul său.

Macrantropia este un termen care descrie reprezentarea alegorică a universului ca un corp antropomorfic gigantic cu diferitele componente ale universului atribuite unor părți corespunzătoare ale corpului.
Macrantropia apare în religiile din Egiptul Antic, Grecia Antică, Mesopotamia Antică și India Antică.

## Vezi și
- Pangu
- Panteism